# U-925
Unterseeboot 925 foi um submarino alemão do Tipo VIIC, pertencente a Kriegsmarine que atuou durante a Segunda Guerra Mundial.

## Comandantes
| Comandante          | Data                                            |
| ------------------- | ----------------------------------------------- |
| Oblt. Hellmut Knoke | 30 de dezembro de 1943 - 18 de setembro de 1944 |

## Subordinação
Durante o seu tempo de serviço, esteve subordinado às seguintes flotilhas:
| Período                                      | Flotilha                                  |
| -------------------------------------------- | ----------------------------------------- |
| 30 de dezembro de 1943 - 31 de julho de 1944 | 4. Unterseebootsflottille (treinamento)   |
| 1 de agosto de 1944 - 18 de setembro de 1944 | 1. Unterseebootsflottille (serviço ativo) |